# Rhipidocotyle septpapillata
Rhipidocotyle septpapillata är en plattmaskart. Rhipidocotyle septpapillata ingår i släktet Rhipidocotyle och familjen Bucephalidae. Inga underarter finns listade i Catalogue of Life.